# Татал (Северна Дакота)
Татал (енгл. Tuttle) град је у америчкој савезној држави Северна Дакота.

## Демографија
По попису из 2010. године број становника је 80, што је 26 (-24,5%) становника мање него 2000. године.
| Група             | 2000.       | 2010.       |
| Белци             | 105 (99,1%) | 80 (100,0%) |
| Афроамериканци    | 0 (0,0%)    | 0 (0,0%)    |
| Азијати           | 0 (0,0%)    | 0 (0,0%)    |
| Хиспаноамериканци | 0 (0,0%)    | 0 (0,0%)    |
| Укупно            | 106         | 80          |